# Écozone paléarctique : plantes à graines par nom scientifique
- Écozone paléarctique : plantes à graines par nom scientifique (A)
  - Écozone paléarctique : plantes à graines par nom scientifique (AC)
  - Écozone paléarctique : plantes à graines par nom scientifique (AL)
  - Écozone paléarctique : plantes à graines par nom scientifique (AN)
  - Écozone paléarctique : plantes à graines par nom scientifique (AR)
  - Écozone paléarctique : plantes à graines par nom scientifique (AS)
- Écozone paléarctique : plantes à graines par nom scientifique (B)
- Écozone paléarctique : plantes à graines par nom scientifique (C)
  - Écozone paléarctique : plantes à graines par nom scientifique (CA)
  - Écozone paléarctique : plantes à graines par nom scientifique (CH)
  - Écozone paléarctique : plantes à graines par nom scientifique (CO)
- Écozone paléarctique : plantes à graines par nom scientifique (D)
- Écozone paléarctique : plantes à graines par nom scientifique (E)
- Écozone paléarctique : plantes à graines par nom scientifique (F)
- Écozone paléarctique : plantes à graines par nom scientifique (G)
- Écozone paléarctique : plantes à graines par nom scientifique (H)
  - Écozone paléarctique : plantes à graines par nom scientifique (HE)
- Écozone paléarctique : plantes à graines par nom scientifique (I)
- Écozone paléarctique : plantes à graines par nom scientifique (J)
- Écozone paléarctique : plantes à graines par nom scientifique (K)
- Écozone paléarctique : plantes à graines par nom scientifique (L)
- Écozone paléarctique : plantes à graines par nom scientifique (M)
- Écozone paléarctique : plantes à graines par nom scientifique (N)
- Écozone paléarctique : plantes à graines par nom scientifique (O)
- Écozone paléarctique : plantes à graines par nom scientifique (P)
  - Écozone paléarctique : plantes à graines par nom scientifique (PH)
  - Écozone paléarctique : plantes à graines par nom scientifique (PO)
- Écozone paléarctique : plantes à graines par nom scientifique (Q)
- Écozone paléarctique : plantes à graines par nom scientifique (R)
- Écozone paléarctique : plantes à graines par nom scientifique (S)
  - Écozone paléarctique : plantes à graines par nom scientifique (SA)
- Écozone paléarctique : plantes à graines par nom scientifique (T)
- Écozone paléarctique : plantes à graines par nom scientifique (U)
- Écozone paléarctique : plantes à graines par nom scientifique (V)
- Écozone paléarctique : plantes à graines par nom scientifique (W)
- Écozone paléarctique : plantes à graines par nom scientifique (X)
- Écozone paléarctique : plantes à graines par nom scientifique (Y)
- Écozone paléarctique : plantes à graines par nom scientifique (Z)